# Erlenbach im Simmental
Erlenbach im Simmental – gmina (niem. Einwohnergemeinde) w Szwajcarii, w kantonie Berno, w regionie administracyjnym Oberland, w okręgu Frutigen-Niedersimmental.

## Demografia
W Erlenbach im Simmental mieszkają 1 724 osoby. W 2020 roku 5,5% populacji gminy stanowiły osoby urodzone poza Szwajcarią.

## Współpraca
Miejscowość partnerska:
- Erlenbach, Zurych

## Transport
Przez teren gminy przebiega droga główna nr 11.